# Llanura de Nōbi

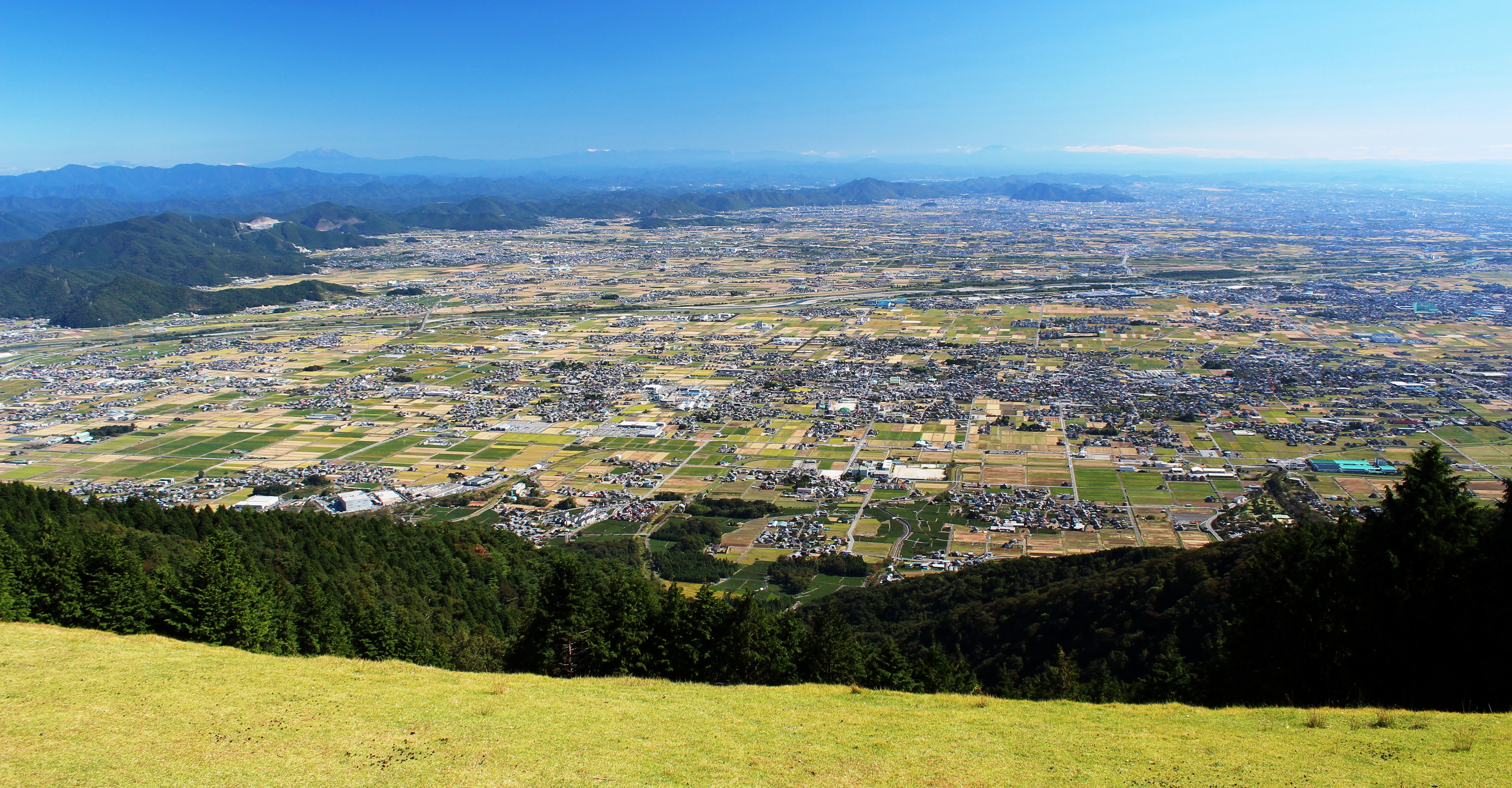
Vista de la llanura de Nōbi desde el Monte Ikeda

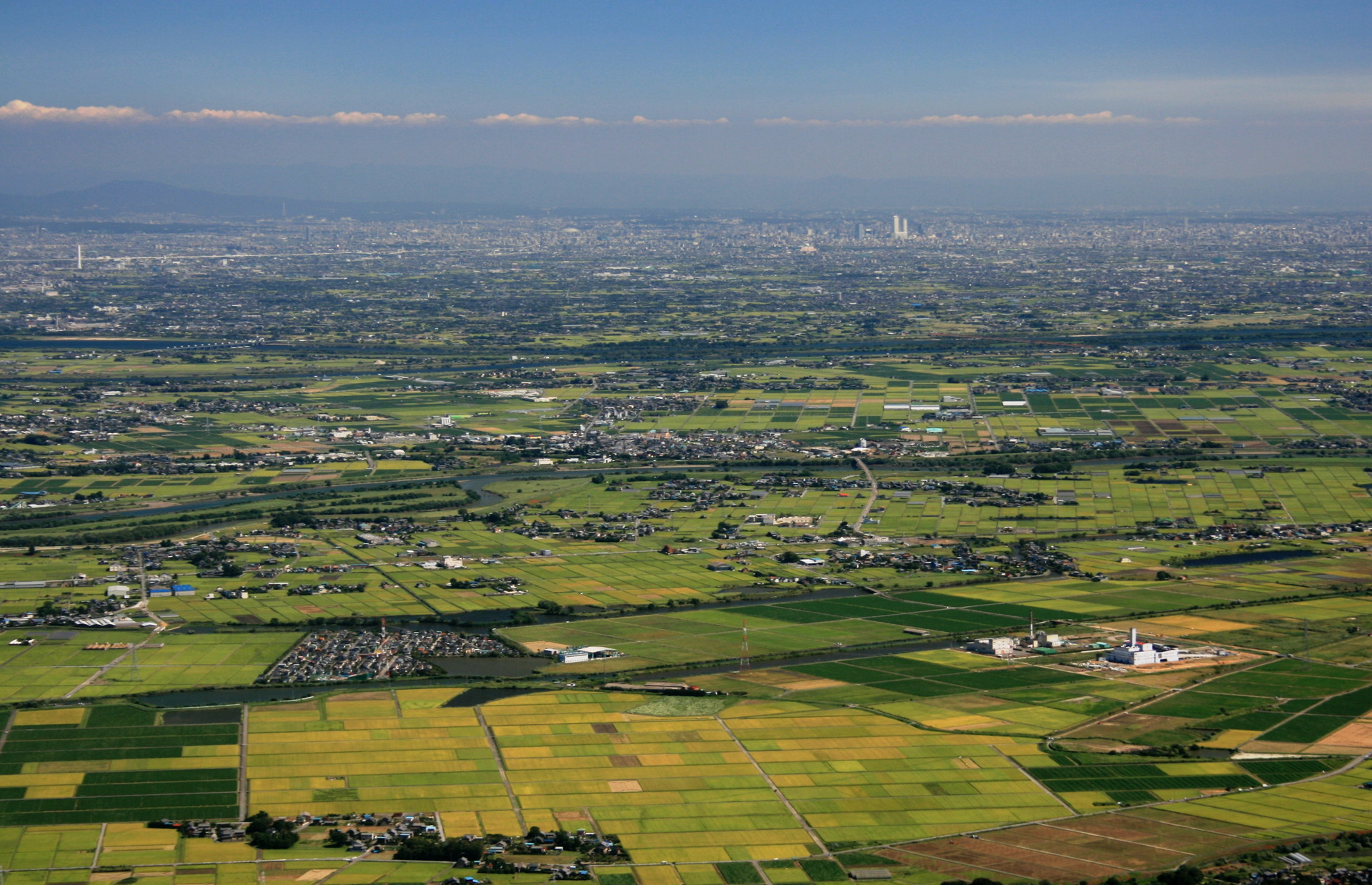
Vista de la llanura de Nōbi, Tres Ríos de Kiso y Nagoya desde el monte Sanpo y monte Yoro

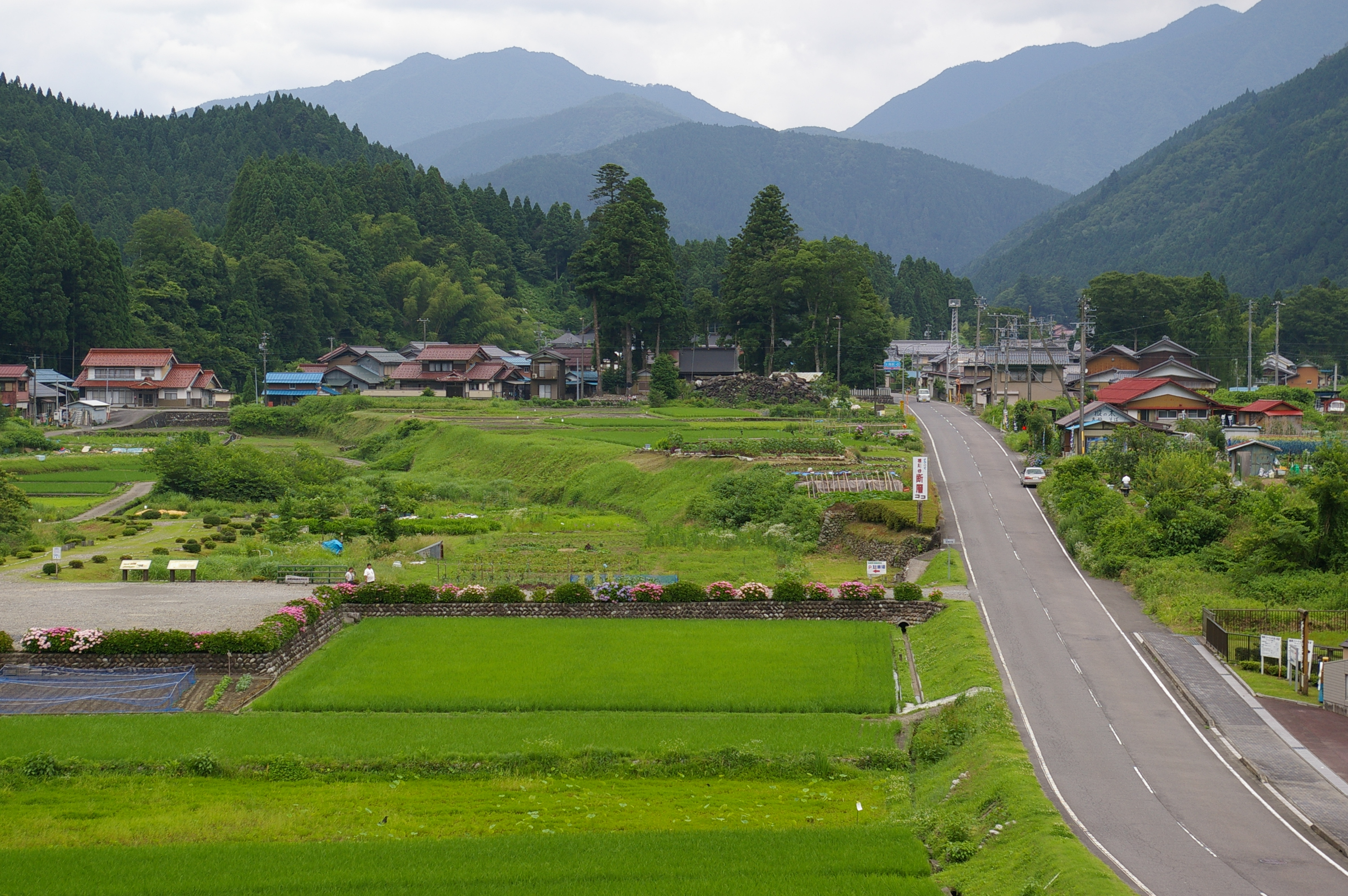
La falla Neodani. El desplazamiento del terreno se aprecia en la cornisa pronunciada que atraviesa el centro de la imagen.

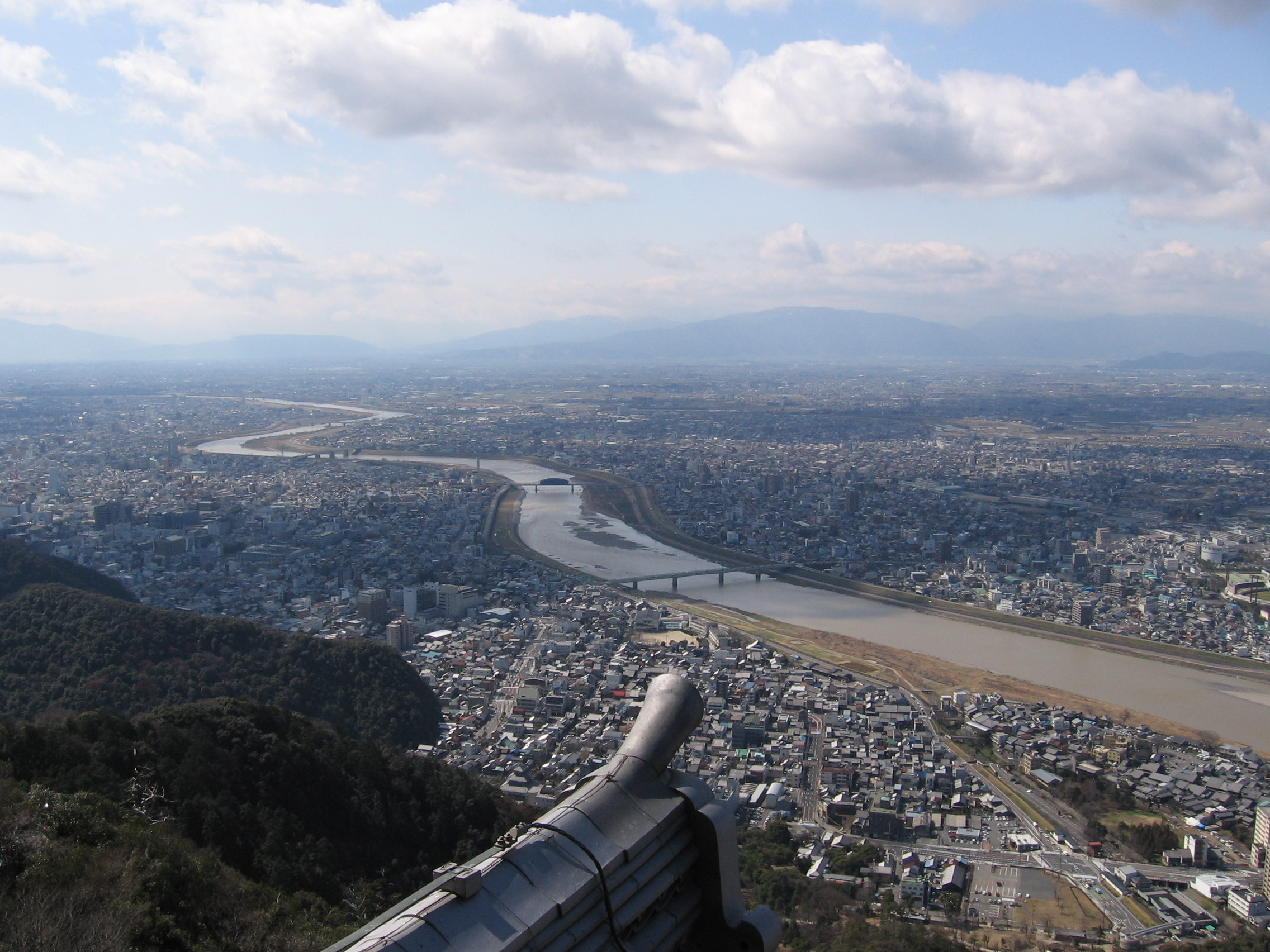
Vista de la llanura de Nōbi desde el castillo Gifu

La llanura Nōbi o de Nōbi  (濃尾平野 Nōbi Heiya?) es una gran llanura de Japón situada en la isla de Honshū y que se extiende desde la antigua provincia de Mino (área sudoeste de la prefectura de Gifu) hasta la desaparecida provincia de Owari (área noroeste de la prefectura de Aichi), sumando aproximadamente 1800 km². Es una llanura aluvial creada por la erosión de los Tres Ríos de Kiso (Nagara, Ibi y Kiso) y tiene un suelo muy fértil. Limita al oeste con la cordillera de las montañas Ibuki y Yōrō, al este con las colinas Owari, al norte con las montañas Ryōhaku y al sur limita con la bahía de Ise.

## Geografía
Los tres ríos desenmbocan en la prefectura de Aichi, formando un amplio humedal en el cual el nivel del terreno a veces es inferior al nivel del mar. Debido a que los niveles pueden variar rápidamente durante las tormentas, el agua produce daños históricamente en la zona. Esto produjo distintos hábitos culturales, como la construcción de anillos de tierra que rodean algunas municipalidades (ej: Wanōchi, Gifu). Las ciudades modernas de Tsushima y Nagoya fueron fundadas sobre mesetas bajas para evitar los daños por inundaciones.
La falla de Yōrō limita con la llanura de Nōbi y es la causa de la cadena montañosa Yōrō. La sedimentación que proviene de los tres ríos forma el límite oriental de la planicie, además, muestra la declinación del área. Esta declinación es llamada inclinación de Nōbi Tilt inclinación de Nōbi Tilt (濃尾傾動運動 Nōbi Nadaredō Undō?).
La falla Neodani, que recorre la parte central de la llanura, causó el terremoto de Mino-Owari en 1891, uno de los sismos más largos que haya afectado a la isla principal de Japón.

## Principales ciudades
Prefectura de Aichi
Nagoya, Ichinomiya, Kasugai, Komaki, Inuyama, Kōnan, Iwakura, Inazawa, Tsushima
Prefectura de Gifu
Gifu, Ōgaki, Kakamigahara, Hashima